# The Flash (6.ª temporada)
A sexta temporada da série de televisão americana The Flash, baseada no personagem da DC Comics Barry Allen / Flash, estreia na The CW em 8 de outubro de 2019 e consistiu em 19 episódios. A temporada segue Barry, um investigador forense com velocidade sobre-humana que luta contra criminosos, incluindo outros que também ganharam habilidades sobre-humanas. É ambientado em Universo Arrow, compartilhando continuidade com as outras séries de televisão do universo, e é um spin-off de Arrow. A temporada é produzida pela Berlanti Productions, Warner Bros. Television e DC Entertainment, com Eric Wallace atuando como showrunner.
A temporada foi encomendada em janeiro de 2019 e originalmente planejada para ter 22 episódios. As filmagens começaram naquele julho e a produção foi encerrada em março de 2020 devido à pandemia de COVID-19, deixando a temporada com apenas 19 episódios. Grant Gustin estrela como Barry, com os membros do elenco principal Candice Patton, Danielle Panabaker, Carlos Valdes, Hartley Sawyer, Danielle Nicolet, Tom Cavanagh e Jesse L. Martin também retornando de temporadas anteriores, enquanto LaMonica Garrett foi promovido de convidado na quinta temporada ao elenco regular da série. Eles são acompanhados pelo novo membro do elenco, Efrat Dor.

## Episódios
| Sangue e Verdade |    |                                                                                                |                     |                                                                         |                         |      |
| 115 | 1  | "Into The Void" "(Salto no Vazio)" (BR)                                                        | Gregory Smith       | Eric Wallace & Kelly Wheeler                                            | 8 de outubro de 2019    | 1.62 |
| Momentos depois de perder sua filha Nora West-Allen, Barry e Iris encontram sua mensagem destruída. Quatro meses depois, eles aparentemente chegaram a um acordo com o que aconteceu, mas os outros não estão convencidos. Enquanto recuperava o traje descartado de Nora no ferro-velho, Iris é quase sugada para um buraco negro. Sua investigação sobre o que causou isso a leva a Chester P. Runk, que construiu uma máquina para abrir buracos negros apenas para acabar catatônico depois que metade de sua consciência foi absorvida por ela. Pior ainda, o buraco negro se abre sobre Central City, muito maior do que antes. Usando a tecnologia da manopla de backup de Nora, Barry mergulha no buraco negro, recupera a consciência de Chester e a coloca de volta nele, restaurando-o e fechando o buraco negro. Enquanto isso, Caitlin ajuda Nevasca a aprender como viver sua própria vida e tenta dissuadir seu colega Ramsey Rosso de usar matéria escura para curar seus pacientes. Rosso ignora os avisos de Caitlin e testa sua cura em si mesmo, apenas para exibir poderes metahumanos. Em outro lugar, Barry e Iris descobrem que o Monitor destruiu a mensagem de Nora para desencorajar Barry de mudar seu destino durante a crise iminente, dizendo a ele que o Flash deve morrer para que bilhões possam viver. |    |                                                                                                |                     |                                                                         |                         |      |
| 116 | 2  | "A Flash of the Lightning" "(O Clarão de um Relâmpago)" (BR)                                   | Chris Peppe         | Sam Chalsen & Jeff Hersh                                                | 15 de outubro de 2019   | 1.27 |
| Recusando-se a perder as esperanças, Barry decide viajar no tempo para o dia seguinte ao de seu desaparecimento para descobrir o que realmente acontece durante a crise. No entanto, uma barreira anti-matéria o impede de chegar lá. Depois de sofrer um ferimento único, ele viaja para a Terra-3 para ver Jay Garrick e sua esposa, Joan Williams. Usando uma máquina que Jay construiu, eles enviam a mente de Barry através da parede de anti-matéria, fazendo com que ele veja bilhões de linhas do tempo onde o multiverso é destruído e aquele onde ele morre salvando-o. A experiência o deixa inseguro sobre o que fazer, embora Joe mais tarde lhe assegure que sua morte não é um sinal de que ele desistiu. Enquanto isso, Cecile assume um caso envolvendo a jovem meta Allegra Garcia. Seus poderes dizem que Allegra é inocente, então ela pede que ela seja libertada. No entanto, Allegra aparece em uma cena de crime tendo aparentemente matado alguém. Mesmo apesar de Joe contar a ela como seu trabalho funciona, Cecile ainda acredita que Allegra é inocente. Só então, a meta-prima de Allegra, Esperanza, ataca o CCPD para matá-la. Barry a derrota e limpa o nome de Allegra. Depois disso, Cecile decide se tornar uma advogada de defesa para metahumanos. Em outro lugar, Rosso continua a aprender mais sobre seus poderes. |    |                                                                                                |                     |                                                                         |                         |      |
| 117 | 3  | "Dead Man Running" "(Um Morto que Corre)" (BR)                                                 | Sarah Boyd          | Lauren Barnett & Thomas Pound                                           | 22 de outubro de 2019   | 1.38 |
| Rosso inadvertidamente transforma o pistoleiro Mitch Romero em um zumbi, levando-o a atacar e matar sua própria tripulação em busca de matéria escura para se fortalecer. Barry e Frost investigam, embora o primeiro também ajude o último a aprender como continuar sem ele seguindo a crise e como viver sua vida ao máximo. Usando as memórias de Caitlin, Frost imediatamente suspeita e rastreia Rosso; Barry o convence a ajudar. Embora Rosso quase roube matéria escura enquanto está em S.T.A.R. Labs, Barry o convence a não fazer isso, depois que Rosso revela que está morrendo de HLH, a doença que levou sua mãe. Romero entra na S.T.A.R. Labs, onde Rosso descobre que pode controlá-lo antes de Barry e Frost tomarem uma overdose de matéria escura em Romero para destruí-lo. Enquanto isso, Cisco e Iris encontram o aventureiro Harrison "Nash" Wells, que veio à Terra-1 em busca de uma substância chamada "eternium". Por fim, Barry e Iris esclarecem com o Team Flash sobre o destino do primeiro na Crise, enquanto Rosso descobre que pode manipular a substância semelhante ao sangue que Romero produziu e usá-la em sua cura, desenvolvendo rapidamente um desejo por mais. |    |                                                                                                |                     |                                                                         |                         |      |
| 118 | 4  | "There Will Be Blood" "(O Sangue Vai Correr)" (BR)                                             | Marcus Stokes       | Lauren Certo & Sterling Gates                                           | 29 de outubro de 2019   | 1.48 |
| Enquanto Rosso rouba mais sangue para sua cura, flashbacks mostram como ele cuidou de sua mãe antes que ela fosse diagnosticada com HLH e como ele ficou chateado com ela por aparentemente desistir antes de morrer. Enquanto o Team Flash processa o que Barry e Iris disseram a eles, a Cisco se recusa a aceitar e promete salvar o primeiro. Em resposta, Barry decide treinar Cisco para se tornar o novo líder do Team Flash depois de trabalhar com ele para salvar Rosso. Nash aparece e oferece sua ajuda em troca de um "circuito criptográfico" que ele afirma que só a Cisco pode construir. Os três atacam a McCulloch Technologies em busca de um soro regenerador, embora a Cisco o embolse para salvar Barry e afirme que foi vendido. Barry descobre mais tarde e eles se desentendem. Barry dá o soro a Rosso, esperando que ele o salve, mas não funciona, fazendo com que Rosso perceba que precisa de sangue inundado de adrenalina para se salvar. Ele ataca o hospital e mata várias pessoas, mesmo apesar da chegada do Flash e Frost antes de escapar. Enquanto Barry jura impedi-lo, ele e Cisco consertam sua amizade. Em outro lugar, Nash procura nos esgotos, rastreando os movimentos do Monitor. |    |                                                                                                |                     |                                                                         |                         |      |
| 119 | 5  | "Kiss Kiss Breach Breach" "(Beijo Beijo Brecha Brecha)" (BR)                                   | Menhaj Huda         | Kelly Wheeler & Joshua V. Gilbert                                       | 5 de novembro de 2019   | 1.19 |
| Barry e Iris saem de férias, deixando Cisco no comando enquanto eles estão fora. De repente, Breacher aparece para dizer a Cisco que Cynthia foi assassinada por um hacker que ela estava caçando chamado Echo. Cisco trabalha com Breacher e os Coletores para descobrir quem realmente é Echo, apenas para descobrir que é ele. Breacher quase mata Cisco, mas acaba cedendo e escolhe dar a ele uma hora para se entregar. Após uma investigação mais aprofundada, Cisco descobre que Echo é na verdade seu doppelgänger da Terra-19, que usou seu rosto compartilhado para enquadrar sua contraparte da Terra-1. Após um confronto, Cisco consegue prender Echo para que os Coletores possam prendê-lo. Breacher pede desculpas a Cisco quando os dois percebem que Cynthia atraiu Echo para a Terra-1 sabendo que Cisco seria capaz de levá-lo à justiça. Enquanto isso, Rosso oferece a Caitlin a imortalidade em troca de se juntar a ele, mas ela recusa. Ele a rejeita como amiga e foge. Em outro lugar, Joe rastreia Nash nos esgotos, mas ambos ficam presos nele até que Ralph os resgate. Depois que o Time Flash se oferece para ajudar, Nash relutantemente concorda e diz que sabe como salvar Barry de sua morte iminente. |    |                                                                                                |                     |                                                                         |                         |      |
| 120 | 6  | "License To Elongate" "(Licença para Alongar)" (BR)                                            | Danielle Panabaker  | Thomas Pound & Jeff Hersh                                               | 19 de novembro de 2019  | 1.29 |
| Ralph Dibny segue uma pista sobre Sue Dearbon, que ele tem procurado desde o verão passado, em Midway City. Barry, querendo ajudar Ralph a viver sem ele após a crise, pede para ir junto. Enquanto se infiltra em um baile de gala criminoso, Barry inclina a mão e desperta as suspeitas do anfitrião, Remington Meister; que se aliou a uma Esperanza fugitiva. Enquanto procurava Dearbon, Barry acidentalmente consegue que ele e Ralph sejam capturados e deixados para morrer. Enquanto Ralph ensina Barry que ambas as identidades são importantes, eles conseguem escapar, derrotar Esperanza e frustrar o leilão de Meister; embora eles não encontrem Dearbon. Mais tarde, Barry dá uma entrevista coletiva para reconhecer oficialmente o Homem Longo como um dos protetores da Cidade Central. Enquanto isso, Nash pede ajuda a Allegra, exigindo suas habilidades para iluminar uma parede cheia de eternium, que destruirá a Terra se for atingida. Ela hesita, temendo que acabe como Esperanza, mas Nash garante que isso não vai acontecer a menos que ela queira, então ela concorda. Em outro lugar, Cecile ajuda Chester a ter sua vida de volta agora que seus poderes se estabilizaram. Depois que Ralph conta a Iris Esperanza e seus misteriosos benfeitores apareceram na festa de gala, Rosso o ataca. |    |                                                                                                |                     |                                                                         |                         |      |
| 121 | 7  | "The Last Temptation of Barry Allen, PT. 1" "(A Última Tentação de Barry Allen, Parte 1)" (BR) | Chad Lowe           | Jonathan Butler & Gabriel Garza                                         | 26 de novembro de 2019  | 1.17 |
| Apesar dos melhores esforços de Ralph, Rosso drena seu sangue. Frost leva Ralph para os Laboratórios S.T.A.R., onde Barry lhe dá uma transfusão de sangue. No entanto, um traço do sangue de Rosso entra na corrente sanguínea de Barry; fazendo com que ele desmaiasse. A Força de Aceleração, na forma de sua mãe Nora Allen, diz a ele que o sangue de Rosso contém sua consciência e o está infectando lentamente, assim como lhe concede acesso à mente de Barry; incluindo o conhecimento de sua identidade secreta e morte iminente. Usando suas memórias contra ele, Rosso tenta convencer Barry a se juntar a ele; prometendo-lhe o poder de evitar não apenas sua morte, mas inúmeras outras. A Força de Velocidade tenta dissuadir Barry, mas acidentalmente o provoca quando ele supõe que era seu peão e nunca conseguirá o que deseja enquanto o serve. Cisco e Frost eventualmente ressuscitam Barry, mas quando Iris vem ver como ele está, ela rapidamente percebe que não é ele. Completamente infectado, Barry ataca seus amigos e se reporta a Rosso, que está pronto para realizar seu golpe de mestre. Em outro lugar, Iris, Kamilla e Allegra investigam a organização que transformou Esperanza em uma assassina. Eles aprendem o nome do grupo, Maelstrom, mas sua única pista é misteriosamente morta. |    |                                                                                                |                     |                                                                         |                         |      |
| 122 | 8  | "The Last Temptation of Barry Allen, PT. 2" "(A Última Tentação de Barry Allen, Parte 2)" (BR) | Michael Nankin      | Kristen Kim & Joshua V. Gilbert                                         | 3 de dezembro de 2019   | 1.32 |
| Com o Flash sob seu controle, Rosso ataca Central City e converte a maioria de seus cidadãos em seus "Irmãos e Irmãs de Sangue". Cisco e Iris discutem sobre como salvar Barry e impedir Rosso, mas os planos de ambos falham. No entanto, Rosso opta por não convertê-los em favor da execução da fase final de seu plano; pegando o acelerador de partículas para espalhar seu sangue por toda a Central City. Enquanto ele entra, Cisco e Iris percebem que durante seu último encontro, Barry usou sua conexão com Rosso para salvá-los secretamente e dizer-lhes como derrotá-lo. Usando uma combinação do sangue de Rosso, o acelerador de partículas e os poderes de Allegra, o Time Flash subverte o plano de Rosso para curar Central City de sua influência. Com seu plano frustrado, Rosso se transforma em um monstro de sangue para matar o Flash e começar de novo, apenas para ser distraído por uma alucinação de sua mãe por tempo suficiente para o speedster prendê-lo na prisão de Chester. Enquanto Rosso é devolvido à custódia da A.R.G.U.S., o Time Flash passa seus últimos momentos antes da Crise juntos, enquanto o céu vermelho assoma sobre eles. Enquanto isso, Nash descobre uma parede de símbolos antes que uma luz ofuscante o puxe para dentro. |    |                                                                                                |                     |                                                                         |                         |      |
| 123 | 9  | "Crisis on Infinite Earths, Part 3" "(Crise nas Infinitas Terras, Parte 3)" (BR)               | David McWhirter     | História por : Eric Wallace Roteiro por : Lauren Certo & Sterling Gates | 10 de dezembro de 2019  | 1.73 |
| O "Detector Paragon" de Ray Palmer identifica Barry, J'onn J'onzz e o cientista de Ivy Town, Ryan Choi, como os três restantes, então Ralph, Iris e Ray partem para recrutar Choi. Depois que o Monitor restaura os poderes de Cisco, Time Flash e Nash (agora Pária) retornam à câmara que o último encontrou, onde descobrem um canhão de antimatéria e o Flash da Terra-90 o alimentando. A Cisco o liberta com sucesso, mas o canhão começa a ficar crítico, então Pária recruta Raio Negro de outra Terra para ajudar a conter a energia. Enquanto Barry se prepara para destruir o canhão, Barry da Terra-90 o impede para que ele possa se sacrificar em seu lugar. Em outro lugar, John Constantine, Mia Smoak e John Diggle visitam Lúcifer na Terra-666 para resgatar a alma de Oliver Queen, que eles encontram no Purgatório. Antes que eles possam partir, Jim Corrigan aparece para que ele possa passar o poder do Espectro para Oliver. Ele aceita e a equipe de Constantine é enviada de volta sem ele. Enquanto os heróis se reagrupam, o Anti-Monitor envia a Percursora com lavagem cerebral para atacá-los e matar o Monitor para que ele possa terminar de destruir o multiverso. Antes de ser morto, Pária teletransporta os Paragons para o Ponto de Fuga, onde eles descobrem que Lex Luthor usou o Livro do Destino para substituir o Superman da Terra-96 por ele mesmo. Este episódio continua os eventos crossover que começam no episódio 9 da 5ª temporada de Supergirl, no episódio 9 da 1ª temporada de Batwoman, e continuam no episódio 8 da 8ª temporada de Arrow e termina no episódio especial de Legends of Tomorrow. |    |                                                                                                |                     |                                                                         |                         |      |
| Romance Gráfico Sem Título #2 |    |                                                                                                |                     |                                                                         |                         |      |
| 124 | 10 | "Marathon" "(Maratona)" (BR)                                                                   | Stefan Pleszczynski | Sam Chalsen & Lauren Barnett                                            | 4 de fevereiro de 2020  | 1.29 |
| Após o sacrifício de Oliver enquanto evitava a crise, Iris, Allegra, Kamilla e Cecile formam o Time Citizen para investigar uma organização secreta chamada Black Hole, bem como a McCulloch Technologies. Ao investigar o último, seu CEO Joseph Carver nega qualquer conexão com o primeiro. Apesar disso e do conselho jurídico de Cecile, Iris escreve uma história sobre o trabalho deles, levando o Black Hole a contratar o assassino metahumano Kimiyo Hoshi para matá-la. Enquanto isso, Diggle chega em Central City para dar a Barry a máscara que ele deu a Oliver na primeira vez que se encontraram. Barry percebe traços de soro Mirakuru nele e, acreditando que contém um aviso que Oliver deixou para trás sobre uma nova ameaça, dirige-se a Lian Yu, onde Diggle o ajuda a aceitar a morte de Oliver. De volta aos laboratórios S.T.A.R., Time Citizen armam uma armadilha para Hoshi enquanto Iris chantageia Carver. Sob coação, ele cancela a recompensa e sugere que sua esposa desaparecida Eva McCulloch está envolvida. Enquanto investiga mais, Iris é puxada para um espelho. Em outro lugar, ainda se recuperando do que aconteceu durante a crise e se sentindo culpado por tomar a cura meta-humana de antemão, um Cisco recém-depurado decide deixar o Time Flash para catalogar todas as mudanças que ocorreram. |    |                                                                                                |                     |                                                                         |                         |      |
| 125 | 11 | "Love is a Battlefield" "(O Amor é um Campo de Batalha)" (BR)                                  | Sudz Sutherland     | Kelly Wheeler & Jeff Hersh                                              | 11 de fevereiro de 2020 | 1.13 |
| O encontro de Barry e Iris no Dia dos Namorados é interrompido por Amunet Black, que rouba uma valiosa pasta contendo um misterioso dispositivo. Os dois acompanham Amunet até Ivo Labs, onde ela é confrontada por seu ex-namorado, Áureo, que então foge com o dispositivo que ela estava tentando roubar. Barry e Iris testemunham o confronto antes de sair com a pasta. Após uma breve discussão com Barry sobre as escolhas de vida, Iris se alia a Amunet. Flash depois encontra Amunet e Áureo enquanto eles estão lutando pela flor da Filha de Rappaccini que ambos querem antes de pará-los ao expô-los ao seu pólen, permitindo que os dois senhores do crime se reconciliem, assim como Barry e Iris. Sem que ele soubesse, a Iris com quem ele trabalhou o tempo todo é uma impostora, já que a verdadeira ainda está presa no espelho da McCulloch Tech. Enquanto isso, Nevasca convence Allegra a se reconectar com seu ex-namorado. Depois que Nash fornece conselhos adicionais, ele vê alucinações de seu doppelganger, Harry Wells. |    |                                                                                                |                     |                                                                         |                         |      |
| 126 | 12 | "A Girl Named Sue" "(Uma Garota Chamada Sue)" (BR)                                             | Chris Peppe         | Thomas Pound & Lauren Certo                                             | 18 de fevereiro de 2020 | 1.10 |
| No universo espelhado, Iris conhece Eva, que está presa lá desde que o acelerador de partículas a derrubou. Lembrando-se de Sam Scudder, Iris sugere o uso de nitrogênio líquido para quebrar o espelho para que eles possam escapar, mas falha. Angustiada com isso, Eva descobre que pode controlar o espelho. A dublê de Iris pede acesso à arma espelho, mas Barry nega. Ela segue para o arquivo dos laboratórios S.T.A.R. para recuperá-lo, mas não conseguem depois de esbarrar em Nash enquanto ele estava recuperando o diário de Harry. Enquanto isso, após meses de busca, Ralph finalmente rastreia Sue, mas ela afirma que não pode ir para casa porque está sendo alvo do gangster John Loring. Ralph une forças com ela para derrubar Loring, revelando sua identidade secreta no processo. No entanto, Sue traiu Ralph para roubar um diamante. Loring pega Sue em flagrante, mas Ralph a salva. De repente, Esperanza chega para matar Sue. As duas mulheres lutam até que Sue engana Esperanza e Ralph para escapar. Em outro lugar, Joe chega a Barry com evidências de uma toupeira dentro da CCPD, dizendo a ele que apenas a família pode ser confiável. Em resposta, Barry é convencido a dar a "Iris" a arma de espelho. Ao investigar o diamante, Sue descobre o símbolo do Buraco Negro. |    |                                                                                                |                     |                                                                         |                         |      |
| 127 | 13 | "Grodd Friended Me" "(Grodd Me Aceitou como Amigo)" (BR)                                       | Stefan Pleszczynski | Kristen Kim & Joshua V. Gilbert                                         | 25 de fevereiro de 2020 | 1.17 |
| Enquanto procurava o cemitério onde seus pais estão enterrados, Barry encontra Hartley Rathaway roubando uma joalheria. Kamilla e Chester fornecem assistência enquanto o resto do Time Flash está ocupado, mas Hartley escapa. Enquanto atualiza Gideon, Barry acidentalmente acaba na mente de Grodd enquanto este ainda está em coma induzido por inibidor neural. Grodd diz a Barry que, por causa da crise, ele quer reparar o que fez e voltar para a cidade do Gorila para viver em paz. Barry não acredita nele, mas, quando tenta escapar, é impedido pelo "porteiro", uma manifestação de Solovar. Depois que Barry se reconcilia com Grodd, eles trabalham juntos para derrotar Solovar enquanto Chester ajuda a separar suas mentes. Em seguida, A.R.G.U.S. providencia para que Grodd seja posto em liberdade condicional. Enquanto isso, Iris e Eva fazem outra tentativa de escapar da dimensão do espelho, mas esta queima os braços. Quando Iris sai para buscar curativos, os contatos de Eva espelham Iris, que sofreu os mesmos ferimentos enquanto trabalhava para ela antes de Eva curá-los. Em outro lugar, Allegra descobre que ela tinha um doppelgänger que trabalhava para Nash. Quando Nash tenta se explicar, ele alucina outro doppelgänger seu, Sherloque Wells, avisando-o de que "ele está chegando". |    |                                                                                                |                     |                                                                         |                         |      |
| 128 | 14 | "The Death of Speedforce" "(A Morte da Força de Aceleração)" (BR)                              | Brent Crowell       | Sam Chalsen & Emily Palizzi Gilbert                                     | 10 de março de 2020     | 1.03 |
| Wally West e Cisco retornam a Central City, com o primeiro confrontando Barry sobre Oliver aumentando sua velocidade durante a Crise. Como resultado, a Força de Aceleração morre e, em poucas semanas, todos os velocistas perderão permanentemente sua velocidade. Enquanto isso, Frida Novikov, uma metahumana que pode manipular o tempo, tenta se vingar daqueles que arruinaram uma onda de crimes cometida por ela. Chamando-a de "Tartaruga II", Cisco desenvolve Velocity-X para negar seus poderes e, com a ajuda de Flash e Kid Flash, Joe finalmente consegue prendê-la. Após isso, Cisco é atacado por Eobard Thawne, que tomou posse do corpo de Nash, mas não pode acessar sua velocidade, pois seu hospedeiro não tem poderes. Cecile o incapacita, permitindo que o Time Flash o aprisione na cela. Depois que Thawne revela que ainda tem acesso à Força de Velocidade Negativa, Barry tem a ideia de criar uma Força de Aceleração artificial para se salvar. Antes de partir, Wally expressa suas suspeitas sobre Iris para Joe. Em outro lugar, Kamilla descobre evidências da verdadeira natureza de Iris espelhada, mas a duplicata atira nela com a arma de espelho para silenciá-la. |    |                                                                                                |                     |                                                                         |                         |      |
| 129 | 15 | "The Exorcism of Nash Wells" "(O Exorcismo de Nash Wells)" (BR)                                | Eric Dean Seaton    | Lauren Barnett & Sterling Gates                                         | 17 de março de 2020     | 1.19 |
| Joe informa ao chefe Singh sobre uma toupeira CCPD, mas é ignorado. Em outro lugar, Cisco dá a Barry um "medidor de velocidade" para monitorar seus poderes em declínio antes de construir um dispositivo para "exorcizar" Thawne, que se fundiu com Nash ao lado de outros Wellses após a crise. Enquanto dentro da cabeça de Nash, Cisco, Cecile e Barry descobrem que Thawne está usando o passado traumático de Nash com a doppelgänger de Allegra, Maya, contra ele. Com esse conhecimento, eles ajudam Nash a aceitar sua morte e expulsar Thawne. Enquanto isso, Eva envia Iris espelhada e Kamilla espelhada para roubar um Refrator Prismático do Mercury Labs, mas encontra com a capanga do Buraco Negro, "Sunshine" que as derrota. Elas chamam Nevasca e Flash, mas, apesar de usar Velocity-X, a velocidade de Flash vacila e Nevasca é quase morta, embora CCPD intervenha e Sunshine consegue escapar. Depois que "Iris" o lembra da ideia de limites, Barry trabalha com a CCPD para prender Sunshine em seu laboratório com as janelas fechadas, bloqueando seus poderes. Ao prender Sunshine, Singh suspeita que ela era a toupeira por causa de seus poderes. Seguindo sua experiência com Thawne, Barry decide usar o diário de Nora West-Allen para criar sua Força de Aceleração artificial; os clones do espelho entregam o refrator para Eva. |    |                                                                                                |                     |                                                                         |                         |      |
| 130 | 16 | "So Long and Goodnight" "(Até Logo e Boa Noite)" (BR)                                          | Alexandra La Roche  | Kristen Kim & Thomas Pound                                              | 21 de abril de 2020     | 1.09 |
| Conforme Iris se aclimata com a dimensão do espelho, ela revela a Eva que seu marido é o Flash, que pode ser capaz de salvá-los se eles puderem se comunicar com ele. Eva dirige Iris espelhada para garantir que Barry perca sua velocidade. Enquanto isso, Carver contrata Boneco de Pano para matar Joe. Depois que seu carro é sabotado, Singh pede que Joe entre na Proteção de Testemunhas, mas ele se recusa. Boneco de Pano ataca Joe diretamente, que leva um tiro quando Barry não consegue pegar todas as balas. Enquanto Joe tenta e não consegue obter evidências sobre Carver, Boneco de Pano sequestra Cecile. Barry luta com Boneco de Pano enquanto Joe resgata Cecile. Esses incidentes convencem Joe a aceitar Singh em sua oferta, enquanto Singh é revelado ser outra duplicata de Eva. Eva envia uma mensagem via espelho para Carver para dar a ele uma última chance de se desculpar com ela, mas ele se recusa e destrói o espelho. Iris espelhada está furiosa porque Barry falhou em proteger Joe e que ela não poderia dizer adeus a ele, expulsando Barry assim que seu medidor de velocidade atingiu o ponto crítico. Enquanto isso, Ralph e Cisco encontram Sue roubando os bancos de Carver, que ela afirma estar chantageando seus pais. Ela se desculpa por manipular Ralph, mas continua rejeitando sua ajuda. |    |                                                                                                |                     |                                                                         |                         |      |
| 131 | 17 | "Liberation" "(Libertação)" (BR)                                                               | Jeff Byrd           | Jonathan Butler & Gabriel Garza                                         | 28 de abril de 2020     | 1.18 |
| Barry começa a suspeitar de "Iris" e, com a ajuda de uma cética Cecile, descobre a evidência de Kamilla. No entanto, Eva trocou seu equipamento, fazendo o Time Flash acreditar que ele é o falso e prendê-lo, embora Cecile o libertasse. O espelho duplica a abordagem de Rosso por seu sangue em troca de libertá-lo, com Kamilla espelhada se sacrificando para fazê-lo. Embora Rosso doe seu sangue, ele opta por permanecer preso como parte de seus próprios planos. Iris descobre a traição de Eva, mas é capturada. Iris espelhada dá sangue a Eva e fere Barry enfraquecido. Enquanto assistia à batalha, Iris provoca Eva com seu amor por Carver, fazendo com que Eva sofra um colapso mental e prejudique a Iris espelhada. Barry encoraja Iris espelhada a viver para si mesma, mas Eva a estilhaça antes de sair do espelho e ferir Barry ainda mais. Apesar de seu estado enfraquecido, Eva opta por sair e colocar em prática seus planos em vez de matá-lo. Enquanto ele se cura, Barry e Iris prometem esperar um pelo outro antes que o último procure Kamilla e Singh. Enquanto isso, Cisco e Ralph encontram Caitlin sofrendo de uma reação hipotérmica devido à sua luta com Sunshine. Depois de contra-atacar, Caitlin decide visitar sua mãe. |    |                                                                                                |                     |                                                                         |                         |      |
| 132 | 18 | "Pay the Piper" "(Pague o Flautista)" (BR)                                                     | Amanda Tapping      | Jess Carson                                                             | 5 de maio de 2020       | 1.22 |
| Barry visita Joe para lhe contar o que aconteceu antes de contar ao Time Flash sobre os clones do espelho. Após os ataques de quatro drones Godspeed não comunicativos ao longo do ano passado, o próprio Godspeed aparentemente ataca para drenar a velocidade de Barry usando vibrações estrondosas. Percebendo que eles precisam de um especialista em vibrações, Barry encontra Hartley, que se odeia ele na linha do tempo pós-crise depois que ele desestabilizou seu capanga e namorado, Roderick, anos antes. Os dois se reconciliam e assumem a responsabilidade por seus entes queridos antes de descobrir que Godspeed adquiriu a velocidade de seus drones e fez reféns. Barry e Hartley unem forças para combinar seus poderes e derrotar Godspeed. Embora eles descubram que era outro drone e que foi enviado por alguém que queria velocidade infinita, eles são capazes de usar seu "som carregado" para salvar Roderick. Depois disso, a Cisco se inspirou para construir uma máquina de movimento perpétuo usando materiais de Atlântica para salvar seus amigos no universo espelhado. Enquanto isso, Iris encontra Kamilla, mas começa a sucumbir à dissonância neural como Eva fez, Ralph ajuda Nevasca a chegar a um acordo sobre como conhecer a mãe de Caitlin de maneira adequada, e Eva se prepara para enfrentar seu marido. |    |                                                                                                |                     |                                                                         |                         |      |
| 133 | 19 | "Success is Assured" "(Sucesso Garantido)" (BR)                                                | Phil Chipera        | Kelly Wheeler & Lauren Barnett                                          | 12 de maio de 2020      | 1.08 |
| Barry avisa Carver sobre Eva depois que Singh espelahdo destrói o armazém do Buraco Negro, mas ele o rejeita até que descobre que Eva capturou seus objetivos, forçando-o a aceitar. Mirror Singh se oferece para devolver Iris em troca de Carver, mas Nash os faz fugir antes que ele possa responder. Escondido na McCulloch Tech, Ralph descobre que Sue se juntou ao Buraco Negro para matar Carver, então ele tenta dissuadi-la. Tendo ficado do lado de Eva, os assassinos do Buraco Negro desativam o sistema de segurança e atacam. Enquanto Nash, Allegra, Homem Elástico e Sue lutam contra eles, Singh espelhado se sacrifica para colocar Eva dentro e nocautear Barry. Apesar dos melhores esforços do Flash, Eva mata Carver e leva sua empresa de volta, embora ela deixa o Time Flash ir. Eva se revela ao público, alegando que foi mantida refém por um sindicato do crime e Carver morreu ao salvá-la. Com Carver morto, Sue comemora a liberdade de sua família até que Ralph revela que Eva a incriminou pelo assassinato. Enquanto Joe retorna da proteção de testemunhas, o Time Flash planeja resgatar seus amigos no universo espelhado, enquanto Caitlin parte com sua mãe para tratamento. Enquanto isso, Iris consegue se concentrar o suficiente para encontrar Singh, mas a dissonância neural se intensifica até que ela desaparece inexplicavelmente. |    |                                                                                                |                     |                                                                         |                         |      |

## Elenco e personagens
| - Grant Gustin como Barry Allen / Flash - Candice Patton como Iris West-Allen e Iris West-Allen espelhada - Danielle Panabaker como Caitlin Snow / Nevasca - Carlos Valdes como Cisco Ramon / Vibro e Cisco Ramon / Echo (Terra-19) - Danielle Nicolet como Cecile Horton - Hartley Sawyer como Ralph Dibny / Homem Elástico - LaMonica Garrett como Mar Novu / Monitor e Morbius / Anti-Monitor - Efrat Dor como Eva McCulloch - Tom Cavanagh como Nash Wells / Pária, Eobard Thawne / Flash Reverso, Harry Wells e Sherloque Wells - Jesse L. Martin como Joe West | - Sendhil Ramamurthy como Ramsey Rosso / Hemoglobina - Victoria Park como Kamilla Hwang e Kamilla Hwang espelhada - Kayla Compton como Allegra Garcia e Maya - Alexa Barajas como Esperanza Garcia / Ultravioleta - Patrick Sabongui como David Singh e David Singh espelhado |

### Convidados
- Ryan Handley como Godspeed Impostor[28]
- Brandon McKnight como Chester P. Runk[29]
- Michelle Harrison como Joan Williams (Terra-3)[30] e Nora Allen[31]
- Morena Baccarin como a voz de Gideon
- Meera Simhan como Rachel Rosso
- John Wesley Shipp como Jay Garrick (Terra-3)[30] e Barry Allen (Terra-90)[32]
- Danny Trejo como Josh / Breacher (Terra-19)[30]
- Carlo Rota como Remington Meister[33]
- Eric Nenninger como Joseph Carver
- Andrew J. Hampton como Maurice
- Emmie Nagata como Dra. Kimiyo Hoshi / Doutora Luz
- William MacDonald como Gene Huskk
- Katee Sackhoff como Amunet Black[34]
- Damion Poitier como Áureo[35]
- Natalie Dreyfuss como Sue Dearbon[36]
- Rebecca Roberts como "January Galore"
- Andy Mientus como Hartley Rathaway / Flautista
- David Sobolov como a voz do Gorilla Grodd
- Keith David como a voz de Solovar
- Keiynan Lonsdale como Wally West / Kid Flash[37]
- Vanessa Walsh como Frida Novikov / Tartaruga II
- Natalie Sharp como Millie Rawlins / Sunshine
- Briana Tedesco como a jovem Maya
- Troy James como Peter Merkel / Boneco de Pano[27]
- Phil LaMarr como a voz de Boneco de Pano
- BD Wong como a voz de Godspeed
- Joel Semande como Roderick Smith
- Mark Brandon como Richard Dearbon
- Nancy Hillis como Penelope Dearbon

"Crise nas Infinitas Terras"
- Cress Williams como Jefferson Pierce / Raio Negro[38]
- Melissa Benoist como Kara Danvers / Supergirl[32]
- Ruby Rose como Kate Kane / Batwoman[32]
- Stephen Amell como Oliver Queen /Arqueiro Verde[32]
- Brandon Routh como Clark Kent / Superman (Terra-96)[32] e Ray Palmer
- Caity Lotz como Sara Lance / Canário Branco
- Elizabeth Tulloch como Lois Lane[32]
- Tyler Hoechlin como Clark Kent / Superman (Terra-38)[32]
- David Ramsey como John Diggle[32]
- Osric Chau como Ryan Choi[39]
- David Harewood como J'onn J'onzz / Caçador de Marte[40]
- Jon Cryer como Lex Luthor[32]
- Katherine McNamara como Mia Smoak
- Ashley Scott como Helena Wayne / Caçadora (Terra-203)[41]
- Dina Meyer como Barbara Gordon / Oráculo (Terra-203)[42][d]
- Tom Ellis como Lucifer Morningstar (Terra-666)[43]
- Matt Ryan como John Constantine
- Stephen Lobo como Jim Corrigan[44]
- Wentworth Miller como a voz da I.A. Leonard (Terra-74)
- Audrey Marie Anderson como Lyla Michaels / Percursora
- Amanda Pays como Tina McGee (Terra-90)[d][e]

## Produção

### Desenvolvimento
A série foi renovada para uma sexta temporada pela The CW em 31 de janeiro de 2019, junto com um pedido de 22 episódios. Em março de 2019, foi anunciado que Eric Wallace substituiria Todd Helbing como showrunner da temporada.

### Roteiro
A temporada é dividida em duas partes, cada uma com sua própria história independente. Cada metade é referida pelos produtores como um "romance gráfico", com o primeiro sendo intitulado "Sangue e Verdade". A divisão foi feita para evitar a indução de fadiga, mantendo um tempoarada de 22 episódios, como as temporadas anteriores haviam feito. The split was done to avoid inducing fatigue by keeping one Big Bad for 22 episodes, as previous seasons had done.
Wallace sentiu que o episódio 19, que se tornou o final da temporada por causa da pandemia de COVID-19, funcionou a favor da série porque teve "um grande suspense" que foi "um bom ponto de pausa". Os três episódios restantes, que foram escritos, se tornarão os três primeiros episódios da sétima temporada. Wallace admitiu que pode haver alguns pequenos ajustes feitos com base em como a pandemia afetaria as filmagens, mas disse que a história de Eva McCulloch "está em uma trajetória muito específica que queremos homenagear e terminar." Wallace continuou que ele pensou que ter esses três episódios no início da sétima temporada estava "tornando-o mais forte porque nos força a olhar para essas duas coisas separadas - que é o fim da história de Eva e o início da próxima história do vilão e como ele se relaciona com Barry e Iris - "e fazendo uma forte conexão entre eles.

### Escolha do elenco
Os membros do elenco principal Grant Gustin, Candice Patton, Danielle Panabaker, Carlos Valdes, Hartley Sawyer, Danielle Nicolet e Jesse L. Martin voltam como Barry Allen / Flash, Iris West-Allen, Caitlin Snow / Nevasca, Cisco Ramon, Ralph Dibny / Homem Elástico , Cecile Horton e Joe West. Tom Cavanagh também retorna como regular, interpretando Nash Wells, outro doppelgänger de seu personagem Harrison Wells. Cavanagh também retorna como Eobard Thawne / Flash Reverso. Valdes também interpretou o doppelganger da Terra-19 da Cisco, "Echo" no episódio "Kiss Kiss Breach Breach". Sendhil Ramamurthy foi escalado para um papel recorrente como Ramsey Rosso / Hemoglobina, o grande vilão da primeira metade da temporada. Efrat Dor aparece como regular da série na segunda metade da temporada como Eva McCulloch.

### Projeto
A temporada apresenta um novo traje para Nevasca que tem um esquema de cores azul mais vibrante do que o traje anterior, expõe os ombros e apresenta um emblema no peito em forma de cristal de gelo.

### Filmagens
A produção da temporada começou em 2 de julho de 2019, em Vancouver, Columbia Britânica, e esperava-se que fosse concluída em 6 de abril de 2020. No entanto, em 13 de março de 2020, a produção foi interrompida devido à pandemia de COVID-19. 90% do vigésimo episódio planejado foi filmado naquela época, com mais um dia de filmagem previsto para completá-lo; os dois episódios restantes não foram filmados.

### Conexões com Universo Arrow
No final do crossover Universo Arrow de 2018 "Elseworlds", o crossover subsequente foi revelado como "Crisis on Infinite Earths", baseado nos quadrinhos de mesmo nome. O crossover ocorreu em cinco episódios - três em dezembro de 2019 e dois em janeiro de 2020.

## Lançamento

### Exibição
A temporada estreou em 8 de outubro de 2019, nos Estados Unidos na The CW. Foi programado para ser executado em 22 episódios. Em março de 2020, o episódio final concluído, antes que a produção fosse interrompida por causa da pandemia de COVID-19, iria ao ar em 12 de maio de 2020 e uma vez que a produção fosse retomada, o restante da temporada iria ao ar mais tarde em 2020. No entanto, o décimo nono episódio foi anunciado posteriormente como o final da temporada. 

## Recepção

### Audiência
| №  | Título                                      | Exibição original       | Rating/share (18–49) | Audiência (em milhões) | DVR (18–49) | Audiência em DVR (milhões) | Total (18–49) | Audiência total (em milhões) |
| -- | ------------------------------------------- | ----------------------- | -------------------- | ---------------------- | ----------- | -------------------------- | ------------- | ---------------------------- |
| 1  | "Into the Void"                             | 8 de outubro de 2019    | 0.6/3                | 1.62                   | 0.5         | 1.30                       | 1.1           | 2.92                         |
| 2  | "A Flash of the Lightning"                  | 15 de outubro de 2019   | 0.5/3                | 1.27                   | 0.5         | 1.23                       | 1.0           | 2.50                         |
| 3  | "Dead Man Running"                          | 22 de outubro de 2019   | 0.5/3                | 1.38                   | 0.4         | 1.07                       | 0.9           | 2.45                         |
| 4  | "There Will Be Blood"                       | 29 de outubro de 2019   | 0.5/3                | 1.48                   | 0.4         | 1.03                       | 0.9           | 2.51                         |
| 5  | "Kiss Kiss Breach Breach"                   | 5 de novembro de 2019   | 0.4/2                | 1.19                   | 0.4         | 1.06                       | 0.8           | 2.25                         |
| 6  | "License to Elongate"                       | 19 de novembro de 2019  | 0.5/3                | 1.29                   | 0.4         | 1.01                       | 0.9           | 2.30                         |
| 7  | "The Last Temptation of Barry Allen, Pt. 1" | 26 de novembro de 2019  | 0.4/2                | 1.17                   | 0.5         | 1.15                       | 0.9           | 2.32                         |
| 8  | "The Last Temptation of Barry Allen, Pt. 2" | 3 de dezembro de 2019   | 0.5/3                | 1.32                   | 0.4         | 0.99                       | 0.9           | 2.31                         |
| 9  | "Crisis on Infinite Earths: Part Three"     | 10 de dezembro de 2019  | 0.6/4                | 1.73                   | 0.4         | 0.98                       | 1.0           | 2.71                         |
| 10 | "Marathon"                                  | 4 de fevereiro de 2020  | 0.4                  | 1.27                   | 0.4         | 0.81                       | 0.8           | 2.22                         |
| 11 | "Love Is A Battlefield"                     | 11 de fevereiro de 2020 | 0.4                  | 1.13                   | 0.4         | 0.94                       | 0.8           | 2.07                         |
| 12 | "A Girl Named Sue"                          | 18 de fevereiro de 2020 | 0.4                  | 1.10                   | 0.3         | 0.84                       | 0.7           | 1.95                         |
| 13 | "Grodd Friended Me"                         | 25 de fevereiro de 2020 | 0.4                  | 1.17                   | 0.3         | 0.81                       | 0.7           | 1.98                         |
| 14 | "Death of the Speed Force"                  | 10 de março de 2020     | 0.3                  | 1.03                   | 0.4         | 0.91                       | 0.7           | 1.94                         |
| 15 | "The Exorcism of Nash Wells"                | 17 de março de 2020     | 0.4                  | 1.19                   | 0.3         | 0.85                       | 0.7           | 2.04                         |
| 16 | "So Long and Goodnight"                     | 21 de abril de 2020     | 0.4                  | 1.09                   | 0.3         | 0.85                       | 0.7           | 1.94                         |
| 17 | "Liberation"                                | 28 de abril de 2020     | 0.4                  | 1.18                   | 0.3         | 0.82                       | 0.7           | 2.00                         |
| 18 | "Pay the Piper"                             | 5 de maio de 2020       | 0.4                  | 1.22                   | 0.3         | 0.85                       | 0.7           | 2.07                         |
| 19 | "Success is Assured"                        | 12 de maio de 2020      | 0.4                  | 1.08                   | 0.3         | 0.82                       | 0.7           | 1.90                         |

### Resposta da crítica
A avaliação do site Rotten Tomatoes deu para a série um índice de 85% de aprovação dos críticos e com uma classificação média de 8,89/10 baseado em 10 comentários.

### Elogios
| Ano  | Prêmio                             | Categoria                          | Nomeado(s)                    | Resultado | Ref.   |
| ---- | ---------------------------------- | ---------------------------------- | ----------------------------- | --------- | ------ |
| 2020 | Kids' Choice Awards                | Favorite Family TV Show            | The Flash                     | Indicado  | [ 83 ] |
| 2020 | BMI Film, TV & Visual Media Awards | BMI Network Television Music Award | Nathaniel Blume e Blake Neely | Venceu    | [ 84 ] |